# Don Zagier

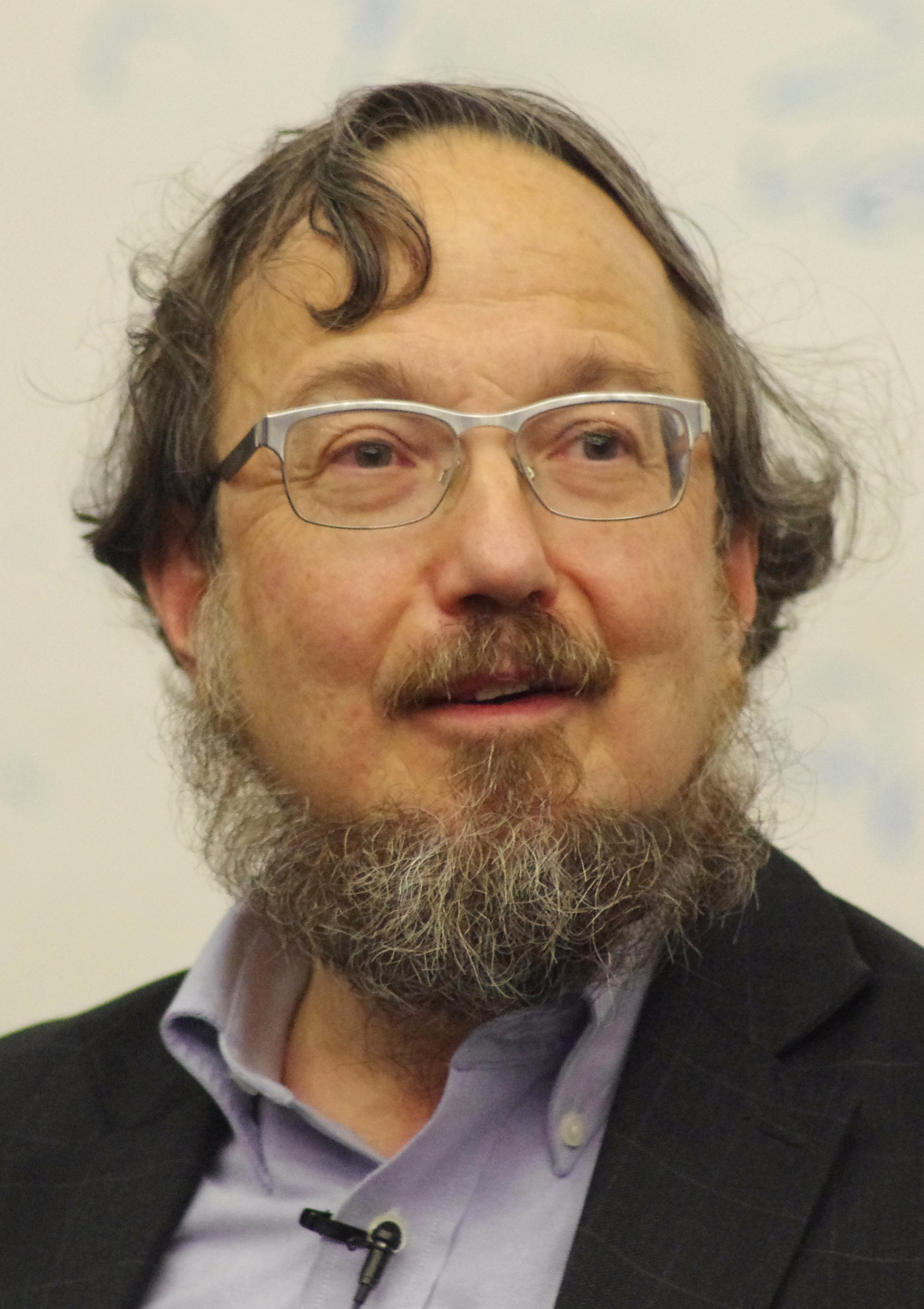
Don Zagier 2014

Don Bernard Zagier (* 29. Juni 1951 in Heidelberg) ist ein US-amerikanischer Mathematiker. Von 2000 bis 2014 war er Professor am Collège de France in Paris. Von 1995 bis Juni 2019 war er einer der Direktoren des Max-Planck-Instituts für Mathematik in Bonn. Seine Hauptarbeitsgebiete sind Zahlentheorie, Theorie der Modulformen und Verbindungen zur Topologie.

## Biografie
Zagier wurde 1951 in Heidelberg als Sohn amerikanischer Eltern geboren und wuchs in den USA auf. Er bestand im Alter von 13 Jahren sein Abitur. Er studierte am MIT Mathematik und Physik und wurde 1967 – im Alter von 16 Jahren – Putnam Fellow (im Jahr zuvor gewann er den ersten Preis in der Mathematik-Olympiade). 1968 erhielt er den B.A., ging dann an die Oxford University und an die Universität Bonn, wo er bei Friedrich Hirzebruch im Alter von 20 Jahren promoviert wurde (offiziell in Oxford). Nach zweijährigem Aufenthalt an der ETH Zürich und am IHES in Bures-sur-Yvette bei Paris kam er 1974 nach Bonn, habilitierte sich 1975 und wurde 1976 Deutschlands jüngster Professor. 1984 wurde er als Wissenschaftliches Mitglied der Max-Planck-Gesellschaft an das Max-Planck-Institut für Mathematik in Bonn berufen, wo er 1995 zum Direktor ernannt wurde. Von 1979 bis 1990 war er gleichzeitig Professor an der University of Maryland und danach bis 2001 Professor an der Universität Utrecht. 2000 bis 2014 war er Professor am Collège de France in Paris.
Zu seinen Doktoranden zählen Winfried Kohnen, Maxim Kontsevich, Nils-Peter Skoruppa, Sander Zwegers, Svetlana Katok und Maryna Viazovska.

## Mathematische Leistungen
Mit Benedikt Gross löste er 1986 das allgemeine Klassenzahlproblem imaginärquadratischer Zahlkörper von Gauß, indem sie (aufbauend auf einer Idee von Dorian Goldfeld (1976), die einen Zusammenhang mit der Theorie der L-Funktionen elliptischer Kurven herstellte) eine im Prinzip effektive Methode angaben, die Liste der imaginär quadratischen Klassenkörper {\displaystyle \mathbb {Q} \left({\sqrt {-n}}\right)} mit einer bestimmten Klassenanzahl anzugeben. Der Spezialfall der Klassenzahl 1 (bei dem die Primfaktorzerlegung eindeutig ist, und den C. F. Gauß ursprünglich behandelt hatte) war schon von Kurt Heegner und Harold Stark bewiesen worden. In ihrer Arbeit gaben Gross und Zagier auch eine Teillösung der Vermutung von Birch und Swinnerton-Dyer (Ordnung {\displaystyle r} der Nullstelle {\displaystyle s=1} der L-Funktion einer elliptischen Kurve ist gleich dem Rang {\displaystyle r} der „additiven“ Gruppe der rationalen Punkte auf der Kurve). Sie bewiesen, dass der Rang der Gruppe der rationalen Punkte mindestens 1 ist, falls die Ordnung der Nullstelle {\displaystyle L(1)} gleich 1 ist.
Neben der Theorie Diophantischer Gleichungen, die er auch als Programmierer numerisch erforscht, beschäftigte er sich u. a. mit Modulformen und deren Perioden (viele spielen eine Rolle als „Motive“ in der Zahlentheorie) und mit Jacobiformen (er arbeitete dort mit Martin Eichler und Nils-Peter Skoruppa zusammen). In jüngster Zeit arbeitet er über Thetafunktionen zu indefiniten quadratischen Formen.
Er bewies die Vermutung, dass die Werte der Dedekindschen Zetafunktion für die natürlichen Zahlen durch Polylogarithmen ausgedrückt werden können. Außerdem schuf er eine Verbindung zu hyperbolischen Mannigfaltigkeiten (Räume negativer Krümmung), wo schon Lobatschewski das Volumen eines dreidimensionalen Simplexes durch Dilogarithmen ausdrückte. Er arbeitete auch über den Zusammenhang von Knoteninvarianten und multiplen Zetafunktionen.
Mit Harer bewies er eine Vermutung über die Euler-Charakteristik der Modulräume Riemannscher Flächen vom Geschlecht {\displaystyle g}, die danach gleich dem Wert der Riemannschen Zetafunktion bei {\displaystyle (1-2g)} ist. Dabei studierte er auch die Kombinatorik der Zellenzerlegung dieser Modulräume. Diese Arbeit hat auch Anwendungen in der Stringtheorie (wo die Störungstheorie zur Betrachtung Riemannscher Flächen beliebig hohen Geschlechts führt, auf denen die fundamentalen Teilchen als Eichfelder bzw. Spinorfelder definiert sind).
Mit Martin Möller berechnete er mithilfe von Thetafunktionen die Taylorentwicklung von Teichmüllerkurven. Dieses Ergebnis lieferte somit eine der ersten bedeutenden expliziten analytischen Erkenntnisse über Teichmüllerkurven.
Außerdem untersuchte er auch stabile Rang-2-Vektorbündel auf Riemannschen Flächen und die zugehörige Verlindeformel (aus der Stringtheorie).
Zagier arbeitet auch in mathematischer Physik, z. B. in der Perkolationstheorie.

## Auszeichnungen und Mitgliedschaften
1987 wurde er mit dem Colepreis, 2001 mit dem Karl-Georg-Christian-von-Staudt-Preis ausgezeichnet. Außerdem erhielt er die Carus-Medaille 1984 und den Prix Élie Cartan 1996, sowie 2000 den Chauvenet-Preis der AMS. 2004/05 war er im Abel-Preis-Komitee.
1993 wurde er als ordentliches Mitglied in die Academia Europaea aufgenommen. Seit dem Jahr 1998 ist Zagier Mitglied der Leopoldina, im Jahr 1999 wurde er in die Nordrhein-Westfälische Akademie der Wissenschaften und der Künste gewählt, 2017 in die National Academy of Sciences. 2019 wurde er Ehrenmitglied der London Mathematical Society.
2007 hielt er die Gauß-Vorlesung der DMV. 1986 war er Invited Speaker auf dem Internationalen Mathematikerkongress in Berkeley (L-series and the Green’s functions of modular curves). 1992 war er eingeladener Sprecher auf dem Europäischen Mathematikerkongress in Paris (Values of zeta functions and their applications).
2024 erhielt Zagier den Heinz Gumin Preis für Mathematik der Carl Friedrich von Siemens Stiftung.

## Veröffentlichungen (Auswahl)
- Zetafunktion und quadratische Körper, Springer 1981
- Die ersten 50 Millionen Primzahlen (Antrittsvorlesung Bonn), in englischer Übersetzung erschienen in: Mathematical Intelligencer, Volume 1, Issue 2 Supplement, August 1977, S. 7–19, doi:10.1007/BF03039306; auch in: „Mathematische Miniaturen“, Band 1, 1980, doi:10.1007/978-3-0348-5407-8_3 sowie: Elemente der Mathematik (Beihefte zur Zeitschrift), Band 15 (1977), doi:10.5169/seals-10209 (frei zugänglich).
- The Birch-Swinnerton-Dyer conjecture from a naive point of view, in van der Geer, Oort, Steenbrink Hrsg. „Arithmetic algebraic geometry“, 1991
- Polylogarithms, Dedekind Zetafunctions and the algebraic K-theory of fields, ibid.
- Elliptische Kurven – Fortschritte und Anwendungen, Jahresbericht DMV, Band 92 (1990), S. 58–76, online
- Introduction to Modular forms, in Michel Waldschmidt, Claude Itzykson, Jean-Marc Luck, Pierre Moussa (Herausgeber): Number Theory and Physics, Les Houches 1989, Springer 1992
- Modular points, modular curves, modular surfaces and modular forms, Arbeitstagung Bonn 1984, Springer Lecture Notes in mathematics
- mit Martin Eichler Theory of Jacobi forms Birkhäuser 1985
- L-series of Elliptic curves, the Birch-Swinnerton-Dyer conjecture and the class number problem of Gauss, Notices of the American Mathematical Society 1984
- mit Friedrich Hirzebruch The Atiyah-Singer Theorem and elementary number theory, Publish or Perish, 1974
- mit Friedrich Hirzebruch:  Classification of Hilbert modular surfaces, in: W. L. Baily, T. Shioda (Hrsg.): Complex analysis and algebraic geometry, Cambridge University Press, 1977, S. 43–77, Online.
- mit Göttsche Jacobiforms and the structure of Donaldson invariants for 4 manifolds with b+=1, Selecta Mathematica 1998, S. 69
- Equivariant Pontrjagin classes and applications to orbit spaces, Springer 1972
- mit J.Lewis Period functions for Maass wave forms, Annals of Mathematics Bd. 153, 2001, S. 191
- mit Maxim Kontsevich Periods, in „Mathematics unlimited – 2000 and beyond“, Springer 2001, pdf
- Values of zeta functions and their application, in Joseph, First European congress of Mathematics, Paris 1992, Bd. 2
- mit Gerard van der Geer, Jan Hendrik Bruinier, Günter Harder The 1-2-3 of modular forms, Universitext, Springer Verlag 2008 (darin von Zagier Elliptic modular forms and their applications)
- The dilogarithm function, in Pierre Cartier u. a. Frontiers in Number Theory, Physics and Geometry, Band 2, Springer Verlag 2007
- Zagier Hyperbolic manifolds and special values of Dedekind Zetafunctions, Inv.Math., Band 83, 1986, 285–301
- Zagier, Gross Heegner Points and derivatives of L-Series, Inv.Math. 84, 1986, 225–320, Teil 2 zusätzlich mit Kohnen aus den Mathematische Annalen, Band 278, 1987, 497–562
- Zagier, J. Harer The Euler characteristic of the moduli space of curves, Inv.Math., Band 85, 1986, 457–485
- Zagier The Bloch-Wigner-Ramakrishnan polylogarithmic function, Mathematische Annalen, Band 286, 1990, 613–624
- Zagier Modular forms associated to real quadratic fields, Inv.Math., Band 30, 1975, 1–46
- mit F. Hirzebruch Intersection numbers of curves on Hilbert modular surfaces and modular forms of Nebentypus, Inv.Math., Band 36, 1976, 57–113